# Midroc
Midroc är en etiopisk koncern med ett brett verksamhetsfält och etableringar främst i Mellanöstern och Afrika. Koncernen ägs av Mohammed Al Amoudi och namnet Midroc är en akronym för Mohammed International Development Research and Organization Companies.
Fram till januari 2022 användes varumärket Midroc även för en företagsgrupp med bas i Sverige under samlingsnamnet Midroc Europe. I januari bytte företagsgruppen Midroc Europe varumärke till Granitor.

## Historia
Affärsmannen Mohammed Al Amoudi från Weldiya i Etiopien och ingenjören Lennart Wikström från Ludvika och träffades på 1980-talet i Saudiarabien där de inledde ett samarbete som senare blev till Midroc-koncernen.
Gruppens första projekt var att bygga ett enormt bergrum för lagring av raffinerade oljeprodukter, mitt ute i öknen. Mohammed Al Amoudi fick uppdraget i samarbete med svensk industri och för att kunna genomföra det förvärvades en rad bolag både i och utanför Sverige. Bland dem fanns projektbolaget ABV Rock Group, som höll samman projektet. År 1996 samlades de svenska bolagen under varumärket Midroc.
Tre år efter starten blev två av Wikströms söner partners med Mohammed Al Amoudi  och under deras ledning har företaget mångdubblats i storlek sedan 1999.
I januari 2022 bytte Midroc Europe namn till Granitor.